# أندريه غوثير
أندريه غوثير هو محامي وسياسي كندي، ولد في 6 فبراير 1915 في كندا، وتوفي في 24 مايو 1994 في سان أوغوستن دي ديماروس في كندا. حزبياً، نشط في الحزب الليبرالي الكندي. وقد انتخب عضو مجلس العموم الكندي.